# جوردن غالاند
جوردن غالاند (بالإنجليزية: Jordan Galland)‏ هو عازف قيثارة ومغني ومنتج أفلام ومغن ومؤلف وملحن وكاتب سيناريو ومخرج وممثل أمريكي، ولد في 2 يناير 1980 بفارمنغتون في الولايات المتحدة.

## وصلات خارجية
- جوردن غالاند على موقع IMDb (الإنجليزية)
- جوردن غالاند على موقع ألو سيني (الفرنسية)
- جوردن غالاند على موقع ميوزك برينز (الإنجليزية)
- جوردن غالاند على موقع أول موفي (الإنجليزية)
- جوردن غالاند على موقع ديسكوغز (الإنجليزية)
- جوردن غالاند على موقع قاعدة بيانات الفيلم (الإنجليزية)
- جوردن غالاند على موقع كينوبويسك (الروسية)